# Canápolis (Bahia)
Pour les articles homonymes, voir Canápolis.
Canápolis est une municipalité brésilienne de l'État de Bahia et la microrégion de Santa Maria da Vitória.